# Mona Lisa
Mona Lisa (wł. Gioconda) – obraz olejny namalowany na topolowej desce przez Leonarda da Vinci, artystę włoskiego renesansu. Jego nazwa pochodzi od słowa mona, które w dialekcie toskańskim jest skrótem od tytułu ma donna („moja pani”), oraz imienia domniemanego tematu portretu. We wł. i hiszp. znany jest jako La Gioconda, a we fr. La Joconde – od nazwy rodu kupca, który zamówił to dzieło.
Obraz powstał w latach 1503–1507; obecnie znajduje się w paryskim Luwrze jako własność rządu Francji. Dzieło trafiło do stałej ekspozycji do Luwru w 1797.
Jest to jeden z najsłynniejszych i najbardziej cenionych obrazów z czasów renesansu. Jego wartość jest trudna do oszacowania. Podczas przenosin na tymczasową wystawę w Waszyngtonie w 1962 obraz został ubezpieczony na rekordową jak dotąd kwotę 100 milionów USD, co uwzględniając wysokość inflacji i wartość dolara w 2024 przekłada się na poziom około 1 miliarda USD.

## Proweniencja
Obraz został zamówiony przez florenckiego kupca, bławatnika Francesca Gioconda (stąd tytuł La Gioconda). Giocondo z nieznanych powodów nie został właścicielem portretu, a malarz swoje dzieło do końca życia woził ze sobą. Jerzy Cepik w swojej powieści biograficznej utrzymuje, że da Vinci wymógł na kupcu zgodę na namalowanie portretu jego żony, a po jego namalowaniu odmówił sprzedania go. Fakt, że to da Vinci sam chciał namalować portret żony mało wpływowego kupca może tłumaczyć brak jakichkolwiek dokumentów, w których rzekomy zleceniodawca skarży się na niewypełnienie zlecenia przez mistrza.
Po śmierci mistrza w 1519 roku, na mocy pozostawionego testamentu, wszystkie pisma i obrazy dziedziczył Giacomo Caprotti, uczeń i powiernik da Vinciego. Caprotti zginął w 1524 roku, a portret Mona Lisy znajdował się prawdopodobnie u jego sióstr wraz z sześcioma innymi dziełami zmarłego malarza. W 1547 roku obraz trafił do Francji, a zakupił go Franciszek I za kwotę czterech tysięcy złotych koron (około 9,7 miliona dzisiejszych dolarów). Portret zawisł w Fontainebleau, w królewskim salonie kąpielowym. Po pięćdziesięciu latach obraz został przeniesiony na wyższe piętro do Cabinet des Tableaux (późniejszy Pavillon des Peintures). W tym samym okresie portret został poddany przez ówczesnego kustosza królewskiego, holenderskiego malarza Jeana Hoeya lub jego syna Claude’a, nieudolnym próbom naprawy uszkodzeń powstałych w wyniku przebywania obrazu w salonie kąpielowym: na powierzchnię nałożono grubą warstwę lakieru, przez którą kolory na portrecie straciły swą intensywność. Z biegiem lat lakier popękał, tworząc sieć szczelin zwaną krakelurą. Za panowania Ludwika XIV, Mona Lisa została przeniesiona do Wersalu, pierwotnie do królewskiej sypialni, a po śmierci króla do mało reprezentacyjnego pomieszczenia gdzieś w pałacu. Po otwarciu Luwru, jako jedno z ostatnich dzieł zostało przeniesione z Wersalu do muzeum. Po kilku latach, Napoleon Bonaparte zabrał obraz i zawiesił go w swojej sypialni w pałacu Tuileries. W 1815 roku, po zesłaniu Napoleona na Wyspę Świętej Heleny, Mona Lisa wróciła do Luwru, gdzie znajduje się do dziś.

## Opis portretu
Portret przedstawia kobietę en trois quarts, siedzącą na balkonie w pozycji contrapposto, jej ciało ustawione jest pod kątem, a twarz zwrócona jest w kierunku widza. Ubrana jest w skromną szatę, na której brak jest oznak pozycji społecznej, majątkowej czy dworskiej. Za nią artysta ustawił wysoki mur, a dalej melancholijny krajobraz pocięty zygzakowatymi liniami ścieżek i wijących się potoków, który po lewej stronie jest inny niż po prawej i nie stanowi jednej całości. Po obu stronach znajdują się fragmenty kolumn, domalowane prawdopodobnie przez artystę pod koniec tworzenia dzieła. Ten szczegół w kolejnych latach wzbudzał wśród historyków podejrzenia, że obraz pierwotnie był szerszy i został w kolejnych wiekach przycięty. Badania radiograficzne w XXI wieku odrzuciły zdecydowanie te teorie.
Postać namalowana została z innej perspektywy niż krajobraz: kobieta w perspektywie centralnej, a tło z lotu ptaka. Leonardo da Vinci namalował portret techniką olejną, wykorzystując technikę „sfumato”, co było w ówczesnych czasach nowością; kolejne warstwy farby nakładał bardzo delikatnymi pędzlami, a laserunek jest praktycznie niewidoczny. Eksperymentalna technika, sposób ukazania postaci oraz tło nadawały portretowi wyjątkowe wrażenie przez co został on uznany, już przez mu współczesnych, za rewolucyjny.
Pierwsze zachowane wzmianki na temat portretu pochodzą z dziennika sekretarza kardynała Luigiego d’Aragona, Antonia de Beatis z 1517 roku. Wspomina on o swojej wizycie w pracowni Leonarda da Vinci we Francji, gdzie podziwiał trzy obrazy mistrza pt. Święty Jan Chrzciciel, Święta Anna Samotrzecia i prawdopodobnie portret Mona Lisy, choć opis trzeciego obrazu przysparza historykom trudności identyfikacyjne. Beatis opisuje go jako portret florenckiej damy, ale wykonany na zlecenie Giuliana de’Medici, z którym Leonardo współpracował w Rzymie w latach 1513–1515. Z tego powodu historyk, Pierre La Mure uznał, że słowa malarza wykluczają identyfikację sportretowanej kobiety jako Lisę Gherardini, z powodu braku jej powiązań z Medyceuszami.

Pierwszy, bardziej szczegółowy opis dzieła pochodzi z 1550 roku. Pojawił się on w biografii Giorgia Vasariego Żywoty najsławniejszych malarzy, rzeźbiarzy i architektów:

Ktokolwiek chce widzieć, jak sztuka zdolna jest naśladować naturę, tutaj dojrzy to bez trudności. Albowiem najmniejsze szczegóły oddane są z możliwą delikatnością. Oczy mają blask i wilgotność żywych. Wokół oczu dają się zauważyć czerwononiebieskie żyłki i brwi, jakie tylko z największą lekkością można wykonać. Widać rzęsy wyrastające z powiek, rzadkie i wygięte, które nie mogą być namalowane naturalniej. Nos, ze wszystkimi pięknymi swymi cieniami, różowymi i miękkimi, zdaje się być żywy. Usta w kątach i w zaokrągleniu, tam gdzie czerwień warg łączy się kolorem twarzy, wydają się prawdziwe, jak ciało i krew. Kto dobrze przypatrzy się wgłębieniu szyi, zobaczy uderzenie pulsu.

## Tożsamość modelki

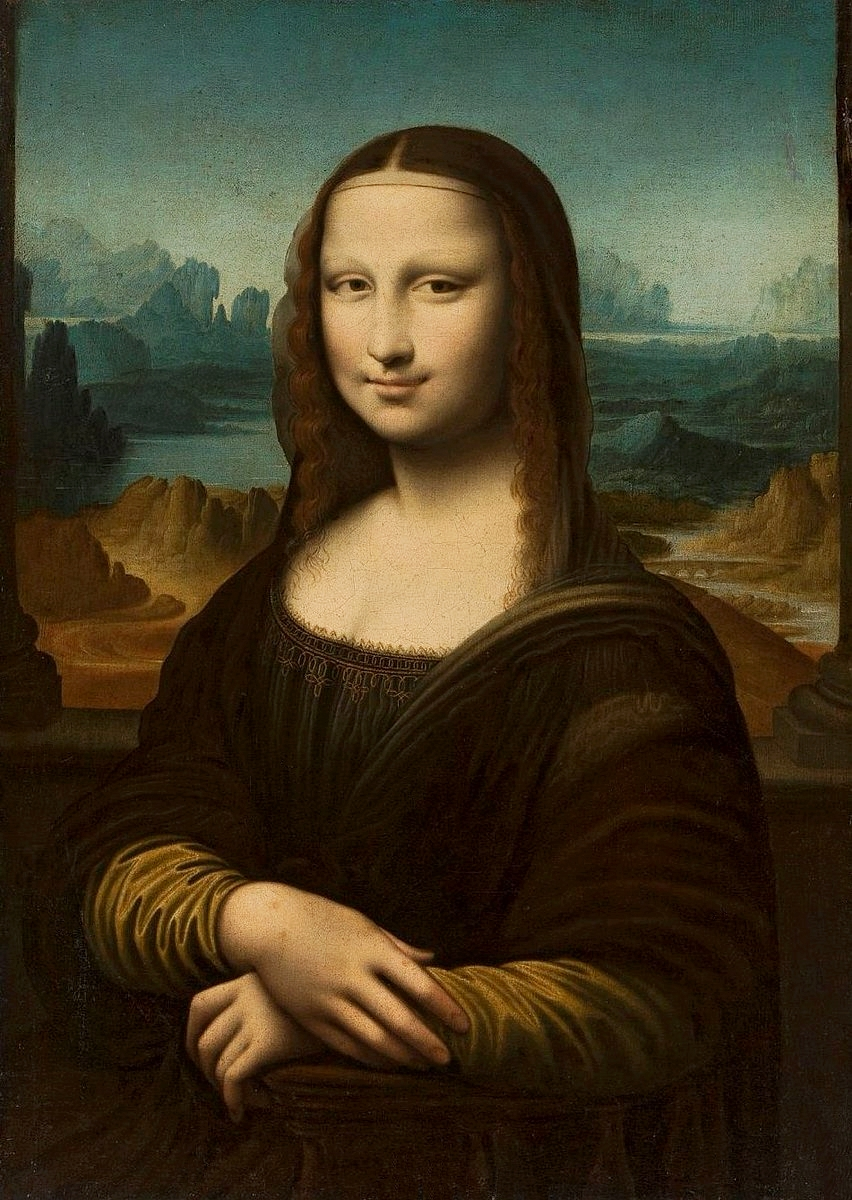
Replika Mony Lisy z kolekcji Muzeum Narodowego w Warszawie.

Wedle powszechnie przyjętej wersji modelką Leonarda miała być Lisa Gherardini, żona Francesca del Gioconda, który zamówił ten portret u da Vinciego.

Pierwsze informacje o sportretowanej kobiecie pochodzą również z biografii Vasariego: 

„Dla pana Franciszka del Giocondo Leonardo namalował portret pani Lisy, jego żony, i choć spędził przy tej pracy cztery lata, obraz pozostawił niewykończony”.

 W 1911 roku, po kradzieży obrazu z Luwru, zaczęto podawać w wątpliwość relacje Vasariego, który mimo że obrazu nigdy nie widział, to zachwycał się brwiami Giocondy, których ta nigdy nie posiadała.
W XIX i XX wieku pojawiło się wiele wątpliwości i niepotwierdzonych hipotez związanych z tożsamością Mona Lisy. Wielu badaczy identyfikowało ją z innymi bardziej znanymi postaciami historycznymi. Wśród nich wymieniana była Izabela Aragońska, Beatrice d’Este, jedna z kochanek Giuliana de’ Medici Pacifika Brandano lub Costanza d'Avalos, czy też jego żona Filiberta (córka Filipa II Sabaudzkiego).
Inną hipotezę przedstawia Lilian Schwartz, sugerując, że obraz przedstawia samego Leonarda da Vinci. Schwartz użyła komputerowego programu do cyfrowego porównania rysów twarzy Mony Lisy i Leonarda, po czym doszła do wniosku, że obie postaci mają identyczne umiejscowienie i wymiary nosa, ust, podbródka oraz czoła. Schwartz spotkała się z zarzutem, iż porównywała twarz malarza, używając jego autoportretu, więc wskazane podobieństwo nie musiało być rzeczywiste, lecz podyktowane wspólnym autorstwem obu obrazów. Natomiast Robert Payne, a później także Maike Vogt-Lüerssen przedstawiali argumenty przemawiające za tym, że przedstawioną kobietą jest Izabela Aragońska – księżna Mediolanu.
W 2006 roku, historyk sztuki Giuseppe Pallanti w książce Mona Lisa Revealed potwierdził tezę Vasariego, opierając się na gruntownych studiach nad źródłami, jakie stanowiły dla niego zbiory dokumentów z epoki, zachowane w Archiwum Państwowym we Florencji. Pallanti w swojej pracy zapewnia, że ma wystarczające podstawy, aby potwierdzić istnienie Lisy Gherardini oraz jej związek z obrazem. Debatę wydaje się zamykać książka wydana w 2012 roku przez muzeum Luwr pt. Leonardo Da Vinci at the Louvre, w której autorzy twierdzą, że odkryte w ciągu ostatnich lat dokumenty potwierdzają, że postać na obrazie to Lisa Gherardini. Jednym z tych dokumentów była odręczna notatka Agostina Vespuciego sporządzona na marginesie tomu Epistiutale ad familiares autorstwa Cycerona. Zapis datowany na 3 października 1503 roku informował, iż Leonardo pracuje nad portretem Lisy del Giocondo.
We wrześniu 2006 francuscy i kanadyjscy naukowcy ogłosili, że Mona Lisa podczas pozowania mistrzowi była w ciąży lub zaraz po porodzie. „Dzięki najnowszej technologii odkryliśmy, że Mona Lisa okrywała suknię specjalnym woalem z gazy, jaki niegdyś nosiły kobiety w ciąży lub zaraz po porodzie” – stwierdził jeden z badaczy, Michel Menu.

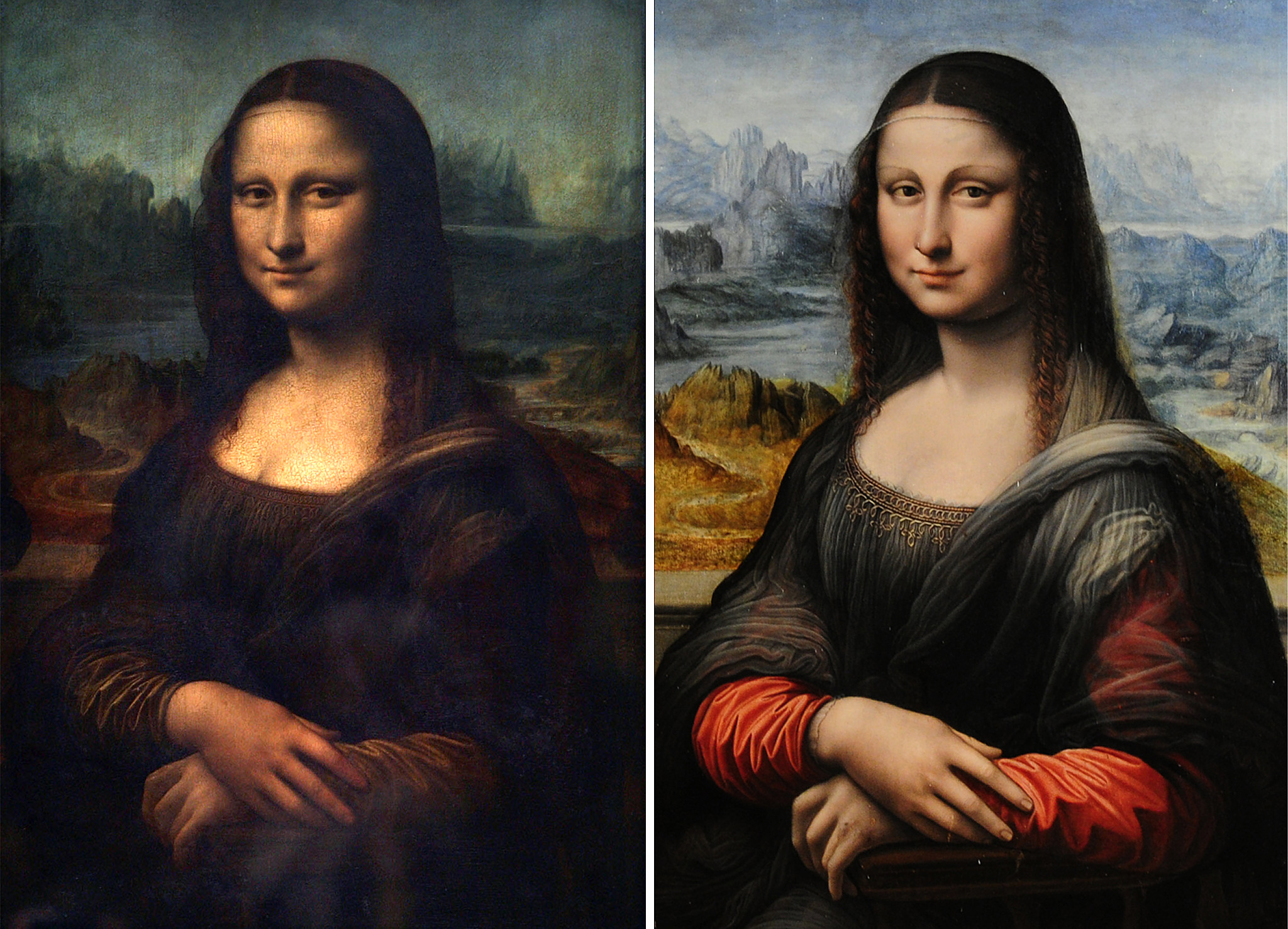
Po lewej: Mona Lisa Leonarda da Vinci, po prawej: jej odrestaurowana kopia z Prado. Uważa się, że kopia ta była wykonana pod okiem Leonarda da Vinci, prawdopodobnie w tym samym czasie, gdy powstawał oryginał

## Zagadka uśmiechu
Jak zauważa historyk sztuki Maria Poprzęcka, przed XIX wiekiem obserwatorzy Mony Lisy nie dostrzegali w uśmiechu modelki niczego tajemniczego. W Żywotach artystów Giorgia Vasariego wprawdzie pojawia się wzmianka o „bardziej boskim niż ludzkim” uśmiechu, jednak Poprzęcka dostrzega w tym zwrocie jedynie „usprawiedliwiający zwrot”, odnoszący się do nietuzinkowej persony Leonarda da Vinciego. Na współczesną interpretację uśmiechu Mony Lisy wpłynął esej The Delicate Intrincates (1822) autorstwa Thomasa Griffitha Wainewrighta, który dostrzegł w niej postać femme fatale. Bracia Goncourt w 1860 roku wprost porównali Giocondę do „jednej z XVI-wiecznych kurtyzan”, a najsłynniejsza z interpretacji autorstwa Théophile’a Gautier z 1858 roku dała początek legendzie „uśmiechu Giocondy”:

Pod tym, co wyraża forma, wyczuwa się myśl, która jest chwiejna, nieokreślona, niewyrażalna jak idea muzyczna. Jest się poruszonym, zakłopotanym, obrazy już widziane przesuwają się przed oczyma [...], stłumione pożądania [...] poruszają się boleśnie w cieniu przeszytym promieniami słońca; i odkrywasz, że twoja melancholia pochodzi stąd, że Gioconda trzysta lat temu przyjmowała twe miłosne wyznanie z tym samym kpiącym uśmiechem, który do dziś zachowała na ustach.

Największym echem odbiła się jednak interpretacja brytyjskiego pisarza Waltera Patera, który dostrzegł w enigmatycznym uśmiechu Mony Lisy doświadczenia wszystkich dotychczasowych epok historycznych oraz „symbol idei nowoczesnej”. To właśnie ta interpretacja skłaniała artystów epoki modernizmu do doszukiwania się głębszego sensu w uśmiechu Giocondy, który doczekał się niezliczonych parodii i karykatur.
W 2003 roku Margaret Livingstone, neurobiolog z Harvardu, podjęła próbę naukowego rozwiązania zagadki uśmiechu Mony Lisy. Zauważyła, że uśmiech Mony Lisy staje się wyraźniejszy, gdy człowiek patrzy jej w oczy, wydaje się natomiast znikać po zwróceniu wzroku bezpośrednio na usta. Livingstone odkryła, że złudzenie to wynika z faktu, iż ludzkie oko postrzega świat na dwa całkowicie odmienne sposoby:
- gdy człowiek patrzy bezpośrednio na obiekt, światło pada na centralną część siatkówki, zwaną dołkiem środkowym, który znakomicie radzi sobie z postrzeganiem relatywnie jasnych obiektów;
- gdy człowiek patrzy na coś kątem oka, światło pada na zewnętrzną część siatkówki, co umożliwia znacznie lepsze widzenie półcieni[33].

Livingstone stwierdziła, że obraz Leonarda angażuje obie części siatkówki i w ten sposób oszukuje ludzkie oko. Analizy wykazały, że artysta sprytnie wykorzystał cienie rzucane przez kości policzkowe, aby uczynić usta znacznie ciemniejszymi od reszty twarzy. Uśmiech Mony Lisy wydaje się przez to bardziej oczywisty, kiedy obserwator patrzy jej w oczy, ponieważ wówczas postrzega go przez zewnętrzną część siatkówki. Patrząc bezpośrednio na jej usta, widz dostrzega ciemniejszą cześć obrazu (przez dołek środkowy), dzięki czemu uśmiech wydaje się znacznie mniej wyraźny.

## Kradzież obrazu

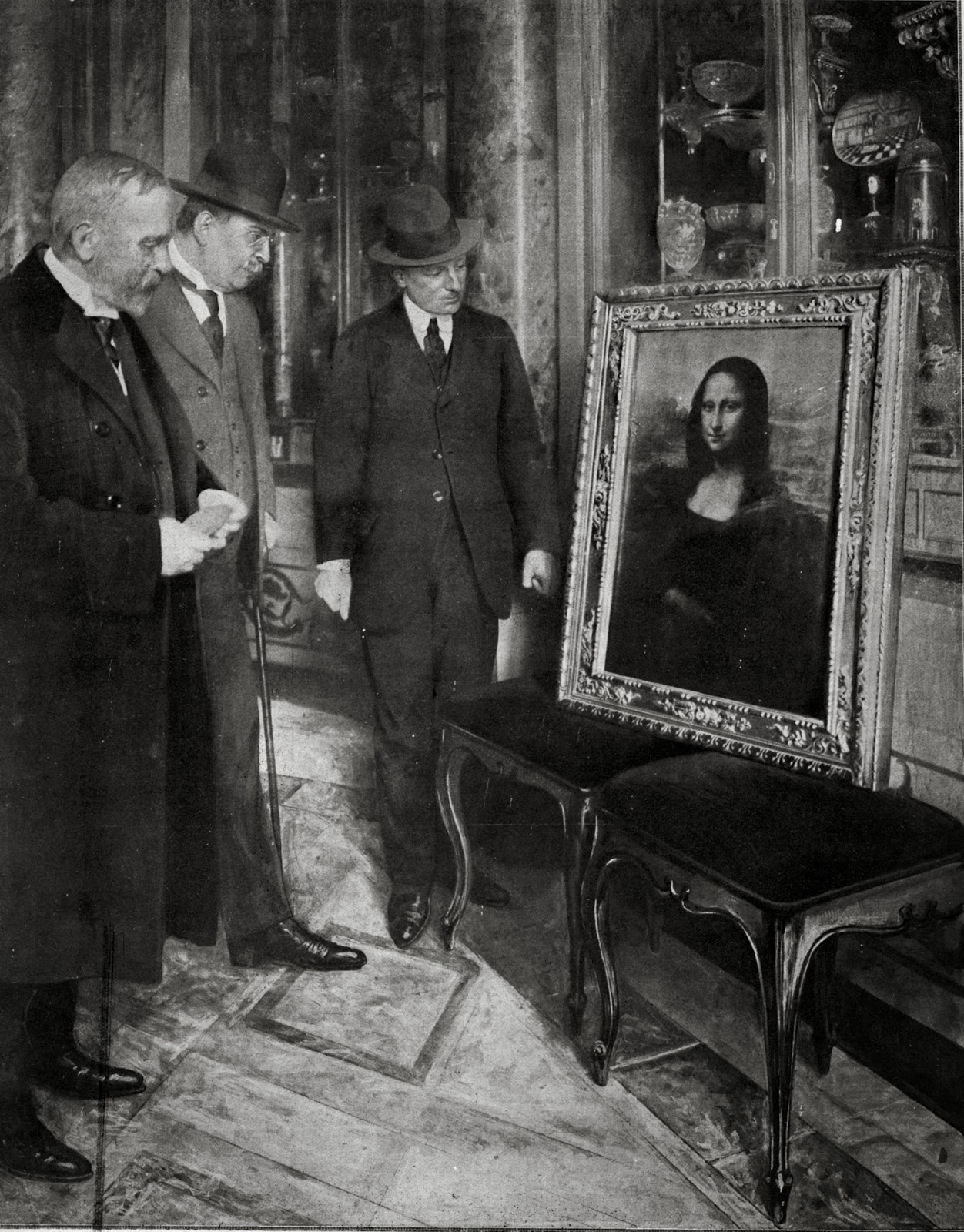
Odzyskana „Mona Lisa” na wystawie w Galerii Uffizi

21 sierpnia 1911 obraz został skradziony z Salonu Carré w Luwrze przez pracującego w muzeum 29-letniego szklarza o nazwisku Vincenzo Peruggia. Przez dwa lata policja z całego świata bezskutecznie poszukiwała zaginionego dzieła. Jesienią 1913 roku z florenckim antykwariuszem Alfredem Geri skontaktował się listownie Peruggia, który występował pod pseudonimem „Leonardo”. Geri pokazał list ówczesnemu dyrektorowi Galerii Uffizi, Giovanniemu Poggi i obaj postanowili zorganizować spotkanie z nadawcą i sprawdzić prawdziwość jego deklaracji. Po negocjacjach dotyczących miejsca spotkania, wszyscy zainteresowani spotkali się 11 grudnia w hotelu w Albert Tripol-Italia (późniejszy Hotel La Gioconda) przy via Panzani. Za skradziony obraz Peruggia zażądał pół miliona lirów (obecnie ok. 2,15 mln dolarów). Autentyczność obrazu została potwierdzona, a sam złodziej aresztowany. Obraz po pięciu dniach publicznej wystawy w Galerii Uffizi, został przewieziony do Rzymu, do Galerii Borghese, a następnie do Mediolanu (Galeria Brera) i pociągiem do Paryża.
Swój czyn Peruggia tłumaczył chęcią zwrócenia najbardziej znanego dzieła Leonarda ojczystemu krajowi. To spowodowało, że w oczach włoskiej opinii publicznej w pierwszych miesiącach stał się bohaterem. Przed sąd trafił dopiero 4 czerwca 1914 roku, gdy „Mona Lisa” znajdowała się już w Paryżu, a opinia publiczna zapomniała już o złodzieju. Śledztwo wykazało, że motywy jakimi kierował się Peruggia nie były tak szlachetne, jak sam przedstawiał: chciał koniecznie sprzedać obraz dla zysku, ale osoby, którym proponował obraz odmawiały jego kupna. Na procesie wyznał, że chciał ukraść obraz Andrei Mantegni pt. Mars i Wenus, ale był za duży i zdecydował się na Mona Lisę. Ostatecznie został skazany na rok i piętnaście dni, a po apelacji kara została skrócona do siedmiu miesięcy i dziewięciu dni więzienia.

## Mona Lisa w kulturze

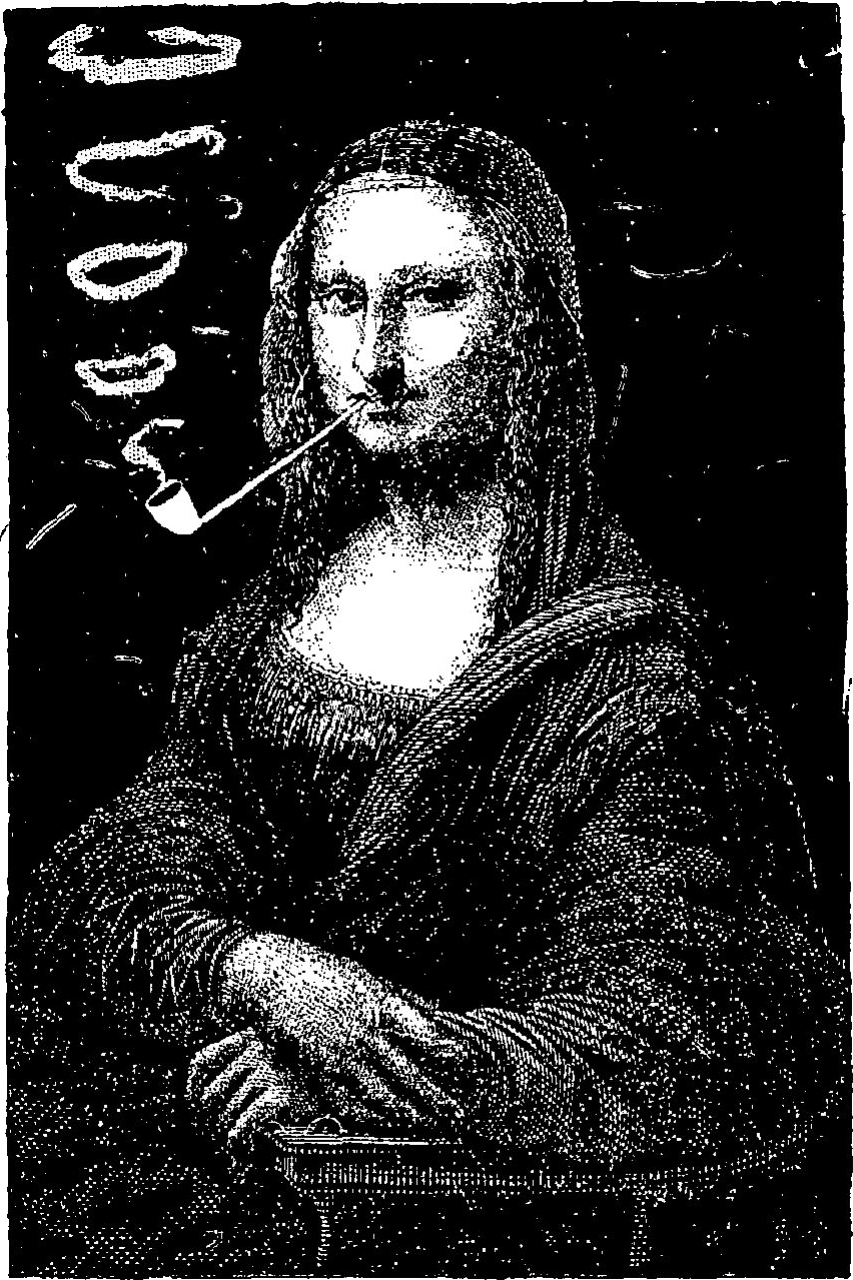
Le rire według Eugène Bataille

Mona Lisa wielokrotnie była tematem malarzy, innych artystów, programów satyrycznych i satyryków. Jej satyryczna wersja po raz pierwszy pojawiła się w 1887 roku, ukazano ją na rysunku ilustratora Sapecka, Eugène Bataille, z fajką w ustach. Jej wizerunek parodiowali Salvador Dalí, Fernand Léger, Maria Sol Escobar, Robert Rauschenberg Peter Max. Marcel Duchamp w 1919 roku ukazał ją na pocztówce z brodą i wąsami oraz z napisem L.H.O.O.Q, czyli Elle a choud au cul (Ona ma gorący tyłek, Gorąca dupa) a Andy Warhol przedstawiał ją na swoich licznych serigrafiach pt. Trzydzieści to lepiej niż jedna. Mona Lisa była tematem dla wielu wokalistów: śpiewał o niej Nat King Cole (Mona Lisa), Bob Dylan (Vision of Johanna), Elton John, Willie Nelson, Jimmy Clanton, Britney Spears czy Slick Rick. Była motywem w licznych powieściach literackich oraz filmowych: w Star Treku, w Doktorze Who, czy w Uśmiechu Mony Lisy z Julią Roberts w roli głównej, jak i w animowanej wersji Giocondy Terry’ego Gilliama w czołówce Latającego Cyrku Monty Pythona.

## Kopia z Prado
W styczniu 2012 roku muzeum Prado w Madrycie (Hiszpania) ogłosiło, że posiada niemal w pełni odrestaurowaną kopię obrazu, prawdopodobnie namalowaną przez ucznia Leonarda da Vinci pod okiem samego mistrza, w czasie gdy tworzył on Monę Lisę.
Kopia ukazuje jak mógł wyglądać oryginalny obraz w tamtych czasach, ponieważ przez wieki werniks, którym jest pokryty oryginalny obraz, zżółkł i popękał ze starości.